# Sant'Arsenio
Sant'Arsenio – miejscowość i gmina we Włoszech, w regionie Kampania, w prowincji Salerno.
Według danych na rok 2004 gminę zamieszkiwało 2726 osób, 136,3 os./km².